# 福島県道387号飯坂保原線
福島県道387号飯坂保原線（ふくしまけんどう387ごう いいざかほばらせん）は、福島県福島市と同県伊達市とを結ぶ一般県道である。

## 路線概要
- 起点：福島市飯坂町平野（福島北警察署入口交差点 = 国道13号交点）
- 終点：伊達市保原町金原田（福島県道150号伊達霊山線交点）
- 総延長：16.794km[1]
  - 実延長：13.024km
- 路線認定年月日：1996年（平成8年）12月27日[2]

福島市街地の北端を東西に横切り、伊達市保原地域に至る路線である。起点から国道4号交点（北幹線東入口交差点）までは「北幹線」と呼ばれており、国道13号と国道4号をつなぐ片側2車線のほぼ直線の幹線道路である。東北自動車道福島飯坂インターチェンジと国道4号を介する役割を担っており、沿線には物流業者の拠点も存在する。国道4号から東はほぼ全線片側1車線であり、県道4号と交差した後は福島工業団地のアクセス路として機能している。その先は伊達市保原町に入るが、富沢地区の終点付近では集落中心部にあたり、センターラインのない狭隘区間となっている。県道路線としての認定までは、国道13号から県道4号まで「福島市道平野岡島線」として整備がなされていた。
福島市と伊達市保原町富沢地区とを結ぶ県道は他に福島県道317号山口保原線と福島県道318号上小国下川原線があるが、どちらも幅員狭小、急カーブ急勾配で大型車両の通行が禁止されているため、大型車が直接行き来できる唯一のルートになっている。

### 重用区間
- 福島県道4号福島保原線（福島市鎌田字愛宕前 - 福島市岡島字荒小屋）
- 福島県道317号山口保原線（伊達市保原町富沢字上平 - 伊達市保原町所沢字河部）
- 国道349号・国道399号（伊達市保原町柱田字金山 - 伊達市保原町柱田字宮ノ内）

## 通過する自治体
- 福島県
  - 福島市 - 伊達市

## 接続・交差する道路
福島市
- 国道13号（飯坂町平野 福島北警察署入口交差点 起点）
- 国道4号（鎌田字下田 北幹線東入口交差点）
- 福島県道4号福島保原線 保原方面（鎌田字愛宕前 鎌田愛宕前交差点）
- 福島県道4号福島保原線 福島市街地方面（岡島字荒小屋）

伊達市
- 福島県道317号山口保原線 福島方面（保原町富沢字上平）
- 福島県道318号上小国下川原線（保原町富沢字下河原）
- 福島県道317号山口保原線 保原市街地方面（保原町所沢字河部）
- 国道349号（国道399号重複） 田村方面（保原町柱田字金山）
- 国道349号（国道399号重複） 角田方面（保原町柱田字宮ノ内）
- 福島県道122号梁川霊山線（福島県道150号伊達霊山線重複）（保原町金原田字中屋敷 終点）

## 道路施設
上八幡橋
- 全長：33.0m
- 幅員：24.0m
- 竣工：1988年[3]

福島市北矢野目字初田川に位置し、一級水系阿武隈川水系八反田川を渡る。橋上は片側2車線で供用され、両側に歩道が設置されている。
蛭川橋
- 全長：22.5m
- 幅員：12.8m
- 竣工：1993年[4]

福島市鎌田字北黒須、字畔道から瀬上町字象ヶ鼻に至り、一級水系阿武隈川水系蛭川を渡る。
月の輪大橋
（阿武隈川）
愛宕橋
- 全長：50.0m
- 幅員：13.5m
- 竣工：1995年[4]

福島市鎌田字新割から字月ノ輪に至り、一級水系阿武隈川水系胡桃川を渡る。
古川橋
- （胡桃川　福島県道4号重用区間）

## 沿線
福島市
- 福島県警察 福島北警察署
- JA福島ビル
- ふくしま未来農業協同組合北信支店
- 大原医療センター
- 大原看護専門学校
- 福島市立北信中学校
- 福島市役所北信支所
- 福島東郵便局
- 月の輪台団地
- 福島工業団地

伊達市
- 伊達市立富成小学校
- 富成郵便局
- 伊達市立柱沢小学校
- ふくしま未来農業協同組合柱沢支店